# دهه ۱۴۴۰ (پیش از میلاد)
دهه ۱۴۴۰ (پیش از میلاد) صد و چهل و چهارمین دهه قبل از مبدا شروع تقویم میلادی است.